# Національний астрономічний дослідницький інститут Таїланду
Національний астрономічний дослідницький інститут (тай. สถาบันวิจัยดาราศาสตร์แห่งชาติ, англ. National Astronomical Research Institute of Thailand, NARIT) — громадська організація, підпорядкована Міністерству вищої освіти, науки, досліджень та інновацій Таїланду. Штаб-квартира інституту розташована в Тамбоні в провінції Чіангмай.

## Історія

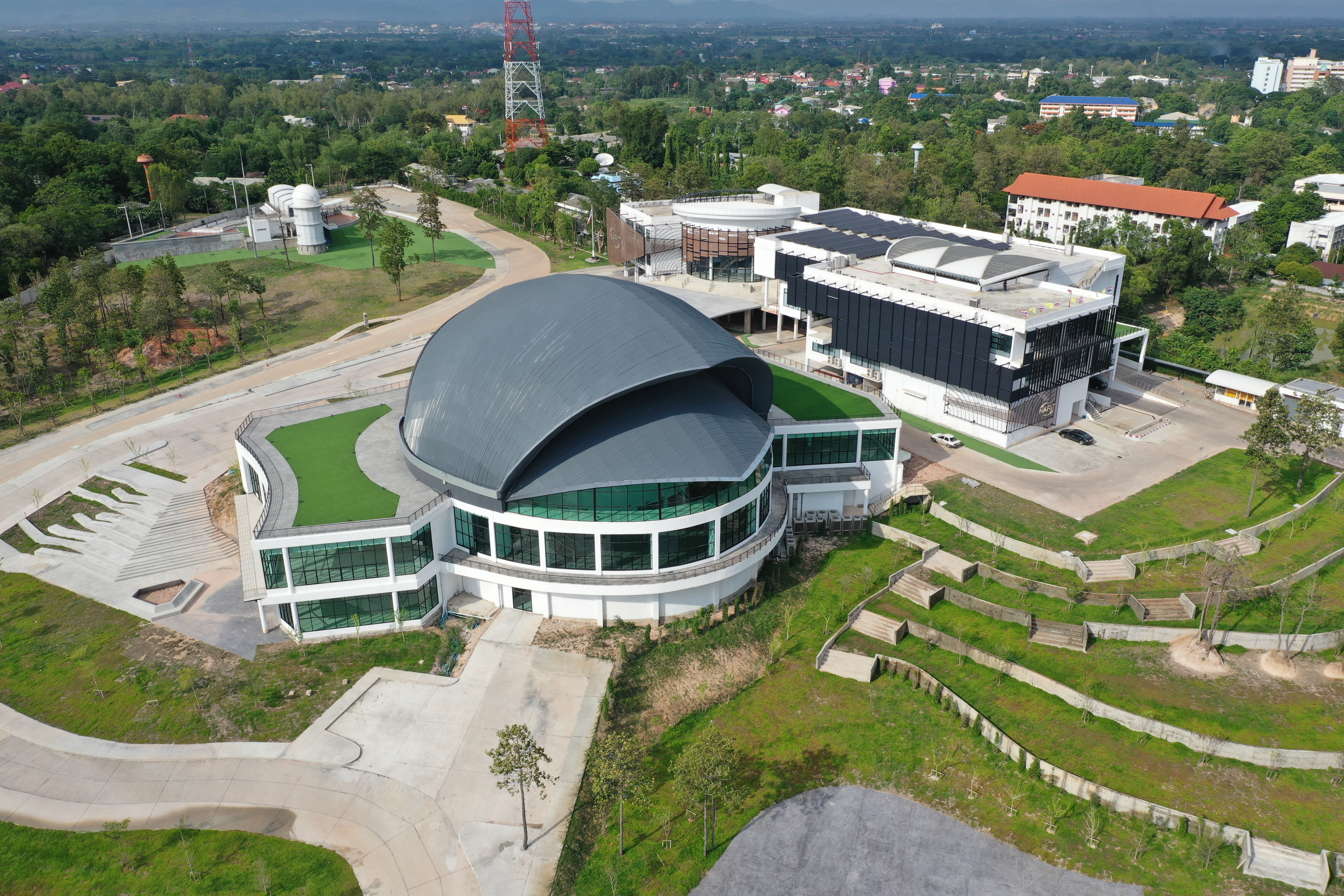
Штаб-квартира інституту

Національний астрономічний дослідницький інститут був заснований 20 липня 2004 року рішенням кабінету міністрів Таїланду як установа тодішнього Міністерства науки і технологій. 15 серпня 2006 року він приєднався до Міжнародного астрономічного союзу як представник Таїланду. 22 жовтня 2008 року кабінет міністрів схвалив законопроєкт про перетворення Національного астрономічного дослідного інституту в громадську організацію, а 27 грудня 2008 року його підписав король Пуміпон Адульядет. Офіційна зміна статусу інституту набула чинності 1 жовтня 2009 року.
Штаб-квартира Астрономічного дослідницького інституту спочатку була розташована в Тамбоні в районі Муеанг Чіангмай провінції Чіангмай. Однак у 2012 році в сусідньому районі Мае Рім на півночі почали будувати нову штаб-квартиру «Астропарк принцеси Сіріндхорн» (AstroPark Princess Sirindhorn), названу на честь Мага Чяккрі Сіріндхорн 4 серпня 2015 року. Після восьми років будівництва, 1 лютого 2020 року комплекс площею 8,64 га особисто відкрила сама принцеса. Вартість будівництва склала 400 мільйонів бат. У головній будівлі Астропарку розташовані кабінети директора та його заступників, бібліотека, центр радіоастрономії та астрономічні лабораторії.
В іншій будівлі розташовані лабораторія мехатроніки, де розробляють системи керування телескопами, цех точного машинобудування, де виготовляють механічні частини астрономічних приладів, лабораторія оптики та лабораторія нанесення дзеркальних покриттів, де що два роки оновлюють алюмінієве покриття дзеркала 2,4-метрового телескоп, і де також можуть наносити покриття на інші дзеркала за індивідуальним замовленням сторонніх установ. Також на території є музей, планетарій з куполом діаметром 17 м і місткістю 160 осіб, а також невелика громадська обсерваторія.
У 2017 році директором інституту став Саран Пош'янчінда.

## Підпорядковані установи

### Національна радіоастрономічна обсерваторія

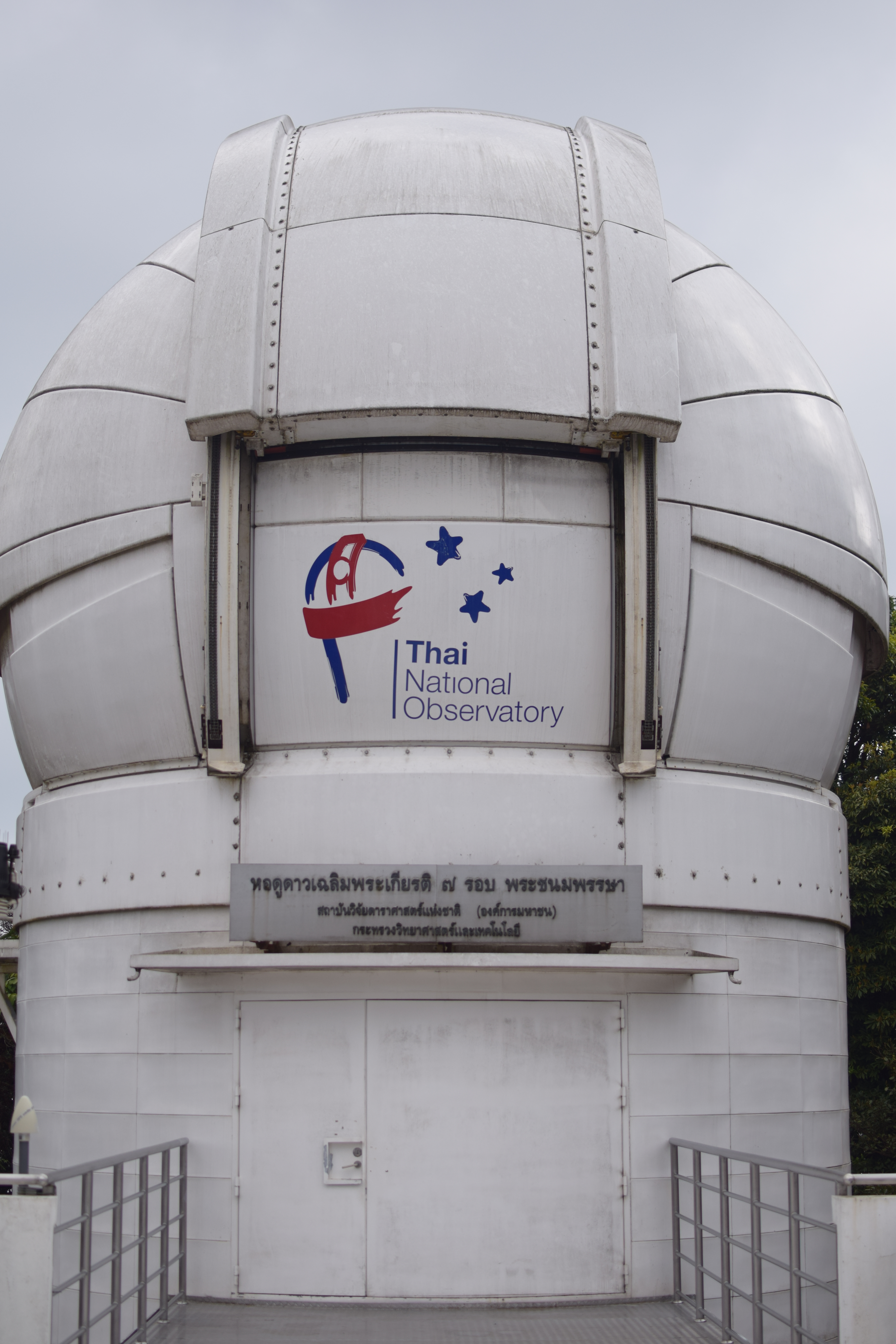
Купол тротилу

У 2005 році, незабаром після створення Національного астрономічного дослідницького інституту, наукова рада Таїланду запропонувала Міністерству науки й технологій побудувати обсерваторію для оптичної астрономії. Тоді вартість будівництва оцінювалася в 300 мільйонів бат. Для обсерваторії вибрали місце на 18° 34' північної широти та 98° 28' східної довготи поблизу вершини Інтханон, найвищої гори Таїланду, висотою 2457 м. Обсерваторія розташована в національному парку Інтханон, далеко від великих міст, що звільняє її від світлового забруднення. Втім, північний Таїланд має мусонний клімат із переважно похмурим небом, що дозволяє астрономічні спостереження лише під час зимового сухого сезону з листопада по травень
. Будівництво обсерваторії почалося в 2010 році, обсерваторію передали від Міністерства науки і технологій до Національного астрономічного дослідницького інституту.
Основним інструментом Таїландської національної обсерваторії є телескоп Річі-Кретьєна-Кассегрена, розроблений і побудований компанією Electro-Optical Systems Technologies в Тусоні, штат Аризона, США. Первинне дзеркало діаметром 2,4 м і сумарною фокусною відстанню 24 м. На відміну від звичайного телескопа Кассегрена, телескоп не має отвору в головному дзеркалі, натомість світло спрямоване на два бічні фокуси Несміта. Дзеркало було виготовлене й відшліфоване на Литкарінському заводі оптичного скла в Росії. Для телескопа було обрано альт-азимутальне кріплення, його можна повертати навколо обох осей зі швидкістю 4° на секунду й направляти з точністю до 3 кутових секунд. Поле зору телескопа становить 16 кутових мінут. Телескоп розташований під обертовим куполом діаметром 9 м, який відкривається за 2 хвилини.
Національний телескоп був завершений у 2012 році, а на початку 2013 року отримав перше світло та був введений в експлуатацію. Він має чотири гнізда для встановлення астрономічних приладів. Два з них зайняті стаціонарними камерами, третє — спектрографом, а на четверте можна встановлювати різні змінні інструменти за запитом спостерігачів.
Недалеко від 2,4-метрового телескопа, на території центру повітряного спостереження військово-повітряних сил Таїланду, Таїландська національна обсерваторія також має телескоп системи Кассегрена виробництва PlaneWave Instruments з Едріани, штат Мічиган, з головним дзеркалом діаметр 70 см, апертурою 50 см і загальною фокусною відстанню 3962 мм. Телескоп має поле зору 58 кутових мінут і оснащений камерою Apogee Altra U9000, яка має ПЗЗ-приймач 3056 × 3056 пікселів. Телескоп захищений від негоди кубоподібним розсувним куполом. Він офіційно введений в експлуатацію 23 грудня 2016 року. Його основна ціль полягає в пошуку та моніторингу навколоземних астероїдів і комет за підтримки Програми спостережень за навколоземними об'єктами НАСА (Near-Earth Object Observations Program).

### Таїландська національна обсерваторія

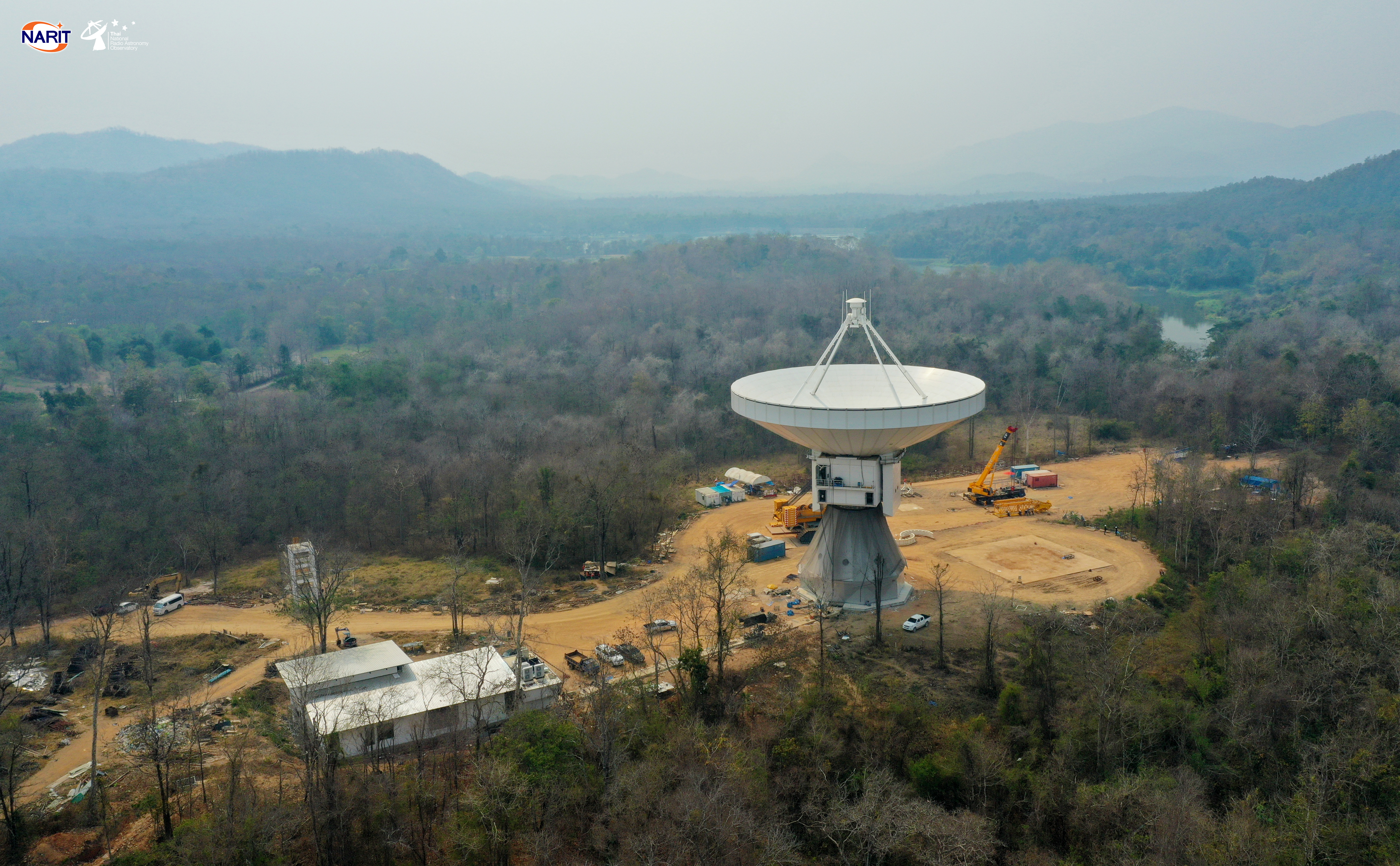
40-метровий радіотелескоп (2020)

Після запуску національного оптичного телескопа в 2013 році Національний астрономічний дослідницький інститут вирішив створити радіоастрономічну мережу з 40-метровим головним телескопом для спостереження радіотранзієнтів, таких як пульсари або астрономічні мазери, а також 13-метровим телескопом для геодезичної радіоінтерферометрії з наддовгою базою у межах глобальної системи спостереження НАСА VGOS. На площі 8 га на відстані 1,7 км на південь від водосховища Хуай-Хонг-Край у тамбоні Мае Понг в районі Дой Сакет, на сході провінції Чіангмай, обрали місце, де електромагнітні завади від мобільних телефонів та інших джерел були обмежені. На початку 2017 року був отриманий дозвіл на будівництво, а 17 березня 2017 року виробник антен MT Mechatronics із Майнца, дочірня компанія OHB, отримав замовлення на 40-метрову антену. Радіотелескоп має повністю рухому антену і є вдосконаленою версією 40-метрової антени в обсерваторії Єбес в Іспанії, також побудованої MT Mechatronics. У лютому 2020 року антена, складена з 420 окремих металевих аркушів, була встановлена на 22-метровий постамент. Точне налаштування поверхні рефлектора відбулося у співпраці з обсерваторією Єбес.
Таїландський національний радіотелескоп є телескопом Кассегрена. У головному фокусі антени розташований приймач L-діапазону для частот 1,0–1,8 ГГц, діапазон якого включає радіолінію водню 21 см, і який може приймати сигнали з лінійною поляризацією. У фокусі Несміта встановлено приймач К-діапазону для діапазону для частот 18,0-26,5 ГГц (довжина хвилі центрована на 1,36 см), призначений для сигналів з круговою поляризацією. У L-діапазоні радіотелескоп має поле зору 22 кутові мінути, в K-діапазоні — 1,4 кутових мінут. Хоча на території Національної радіообсерваторії є лабораторії електроніки, обробку сигналів і керування телескопом виконують в Центрі радіоастрономії в штаб-квартирі Національного астрономічного дослідницького інституту в Мей Рім.
24 березня 2022 року Національний радіотелескоп вперше прийняв сигнали з космосу, а наприкінці 2022 року почалися регулярні спостереження. Антена підходить для радіоінтерферометрії з наддовгою базою (РНДБ) і в цій галузі працює в основному в межах Східно-азійської РНДБ-мережі (East Asia VLBI Network, EAVN), де вона займає крайню південну позицію на 19° північної широти, що є визначальним для збільшення кутової роздільної здатності телескопа за широтою. Національний радіотелескоп Таїланду є одним із небагатьох телескопів Східно-азійської РНДБ-мережі з приймачем L-діапазону, що дозволяє проводити низькочастотну інтерферометрію з довгою базою під час сезону дощів (сигнали у високочастотному K-діапазоні сильно послаблюються хмарами). Додаткову будують 13-метрову антену в 180 м на північний схід від Національного радіотелескопа.
16 травня 2024 року Таїландський національний радіотелескоп у співпраці з Еффельсберзьким радіотелескопом здійснив перші в Таїланді радіоінтерферометричні спостереження з наддовгою базою.

### Регіональні громадські обсерваторії

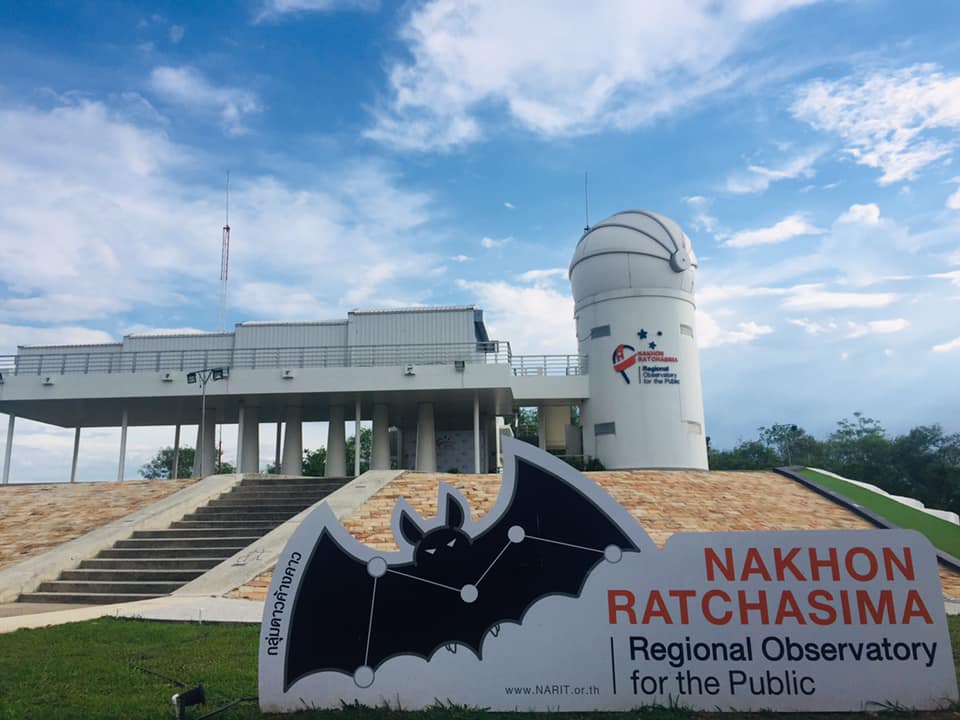
Народна обсерваторія Накхонратчасіма

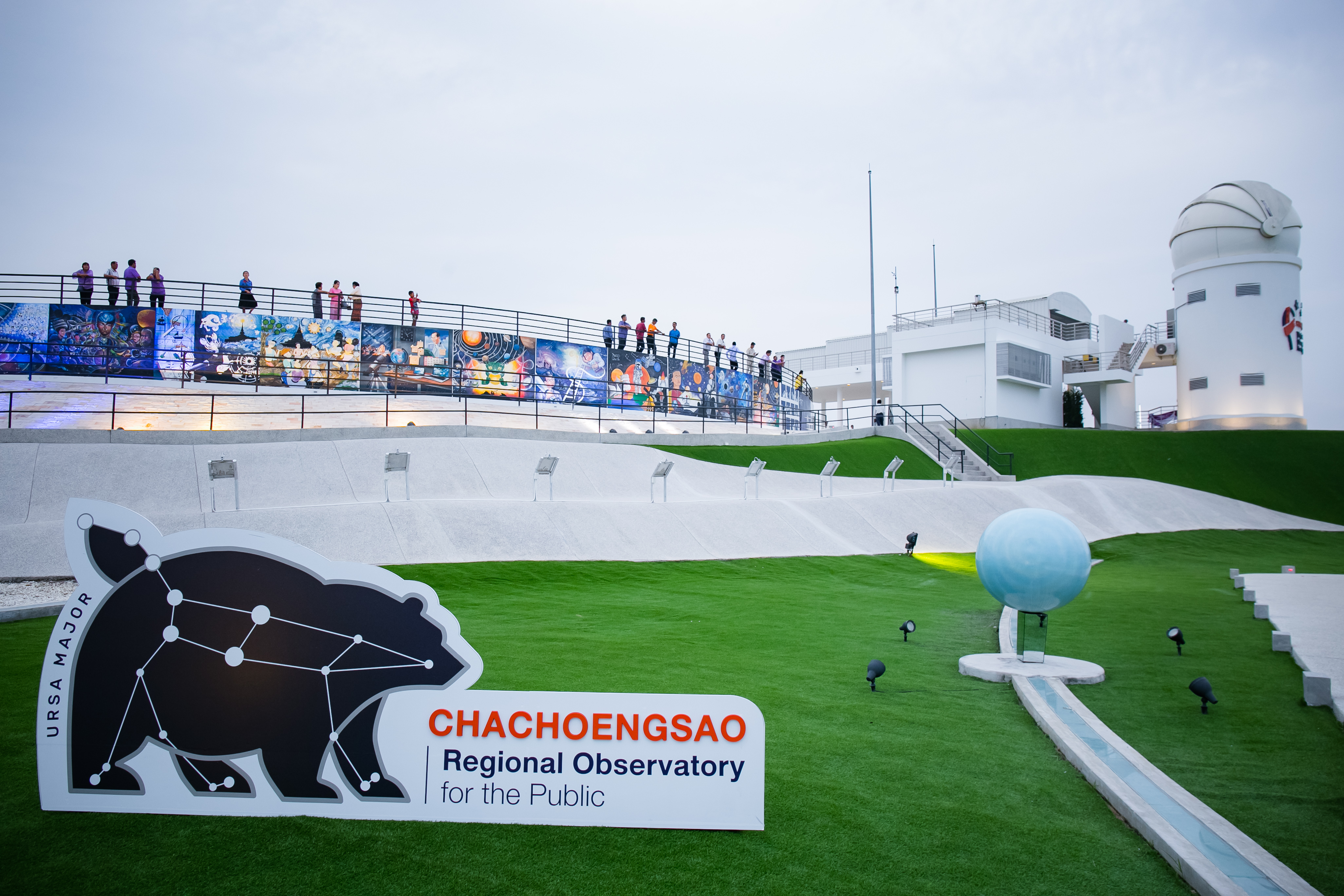
Народна обсерваторія Чаченсао

24 березня 2009 року Кабінет міністрів Таїланду доручив Національному астрономічному дослідницькому інституту створити регіональні громадські обсерваторії в п'яти провінціях у різних частинах країни:
- Накхонратчасіма на нижньому північному сході
- Кхонкен на верхньому північному сході
- Чаченгсау[en] на сході
- Пхітсанулок на нижній півночі
- Сонгкхла на півдні

Наявна обсерваторія в Чіангмайському університеті на верхній півночі країни також була передана Національному астрономічному дослідницькому інституту. Нові громадські обсерваторії, які планують побудувати, повинні бути обладнані 0,5-метровими телескопами-рефлекторами з ПЗЗ-камерою та спектрографом, захищеними куполом, а також кілька менших телескопів на оглядовій платформі, захищеній рухомим багатосегментним кожухом, планетарій і класні кімнати. Станом на 2023 рік, окрім обсерваторії Чіангмайського університету, було завершено будівництво трьох державних обсерваторій:
- Регіональна обсерваторія Накхонратчасіма на території Технологічного університету Суранарі[en] в столиці провінції Накхонратчасіма. Крім планетарію на 50 місць, ця обсерваторія має 0,7-метровий рефлектор з Фур'є-спектрографом, розроблений Національним астрономічним дослідницьким інститутом спільно з університетом[9]. Телескоп має розкладний купол діаметром 5,5 м, захищений від негоди[35]. У народній обсерваторії Накхонратчасіма, яка відкрилася 16 листопада 2014 року, астрономічні спостереження можливі цілий рік[36][34].
- Регіональна обсерваторія Чаченсао, розташована в тамбоні Ван Єн району Плаенг Яо[en] на півдні провінції, на території площею 5,76 га, подарованій монастирем Ван Єнь. Народна обсерваторія Чаченсао, яка відкрилася 2 лютого 2018 року, також має 0,7-метровий рефлектор[37], там також можливі астрономічні спостереження цілий рік[34]. Крім основного телескопа, захищеного куполом, і менших телескопів на оглядовому майданчику, громадська обсерваторія також має планетарій і невеликий виставковий зал з астрономії[37].
- Регіональна обсерваторія Сонгкхла розташована в тамбоні Као Руп Чанг району Сонгкхла Муеанг[en] на пагорбі між озером Сонгкхла та Сіамською затокою. Завдяки 0,7-метровому рефлектору та п'яти меншим телескопам звідси зручно спостерігати південне небо[38], але астрономічні спостереження можливі лише з січня по жовтень. Обсерваторія відкрилася 18 липня 2019 року[34]. Заклад має на 4 га території та планетарій на 52 місця. Обсерваторія також обслуговує ісламську громаду Таїланду для спостережень за небом для релігійних свят[38].

### Мережа роботизованих телескопів
Через мусонний клімат астрономічні спостереження в Таїланді можливі лише в період з жовтня по квітень, тому в 2013 році Національний астрономічний дослідницький інститут почав встановлювати невеликі дистанційно керовані телескопи-рефлектори з діаметром основного дзеркала 60–70 см в інших частинах світу. Першим був 60-сантиметровий телескоп на території Міжамериканської обсерваторії Серро-Тололо в Чилі, де 300 ночей на рік є безхмарними. Потім у 2015 році встановлено рефлектор на території спостережної станції Ліцзян Юньнаньської астрономічної обсерваторії на південному заході Китаю з 254 безхмарними ночами на рік. У грудні 2015 року інститут встановив 70-сантиметровий телескоп у Sierra Remote Observatories в окрузі Фресно, штат Каліфорнія, США, де в Сьєрра-Неваді небо ясне 290 ночей на рік. Разом із телескопами в Таїланді та Юньнані це дає змогу спостерігати за астрономічними об'єктами цілодобово. Ще один 70-сантиметровий телескоп був встановлений у 2016 році в приватній обсерваторії Спрінгбрук біля Кунабарабрана, Новий Південний Уельс, Австралія, неподалік від обсерваторії Сайдінг-Спрінг. Пізніше до цієї обсерваторії додали 43-сантиметровий телескоп, яким дистанційно керують з Чіангмая, використовуючи його для науково-популярних заходів.